# Determinator (klasse)
Een determinator (Engels determiner) is een bij een zelfstandig naamwoord horend functiewoord dat nadere objectieve informatie met betrekking tot dit zelfstandig naamwoord verschaft. In dit verband betreft het bijvoorbeeld de hoeveelheid of de plaats waar het genoemde zich bevindt. 
Determinatoren worden onderscheiden van bijvoeglijke naamwoorden doordat ze puur als referentiekader dienstdoen, en niet als attribuut. 
Onder de naam determinator vallen vrij veel woorden uit verschillende lexicale categorieën. Woorden die het meest als determinator dienstdoen zijn lidwoorden, telwoorden, aanwijzende voornaamwoorden, bezittelijke voornaamwoorden en kwantoren. 
Voorbeelden van determinatoren in het Nederlands zijn een, twee, die, dat, de, het, mijn, jouw en elk(e).

## Verschijning
In de meeste Indo-Europese talen zijn determinatoren onafhankelijke woorden (clitica). In Scandinavische talen daarentegen, bijvoorbeeld in het Zweeds, vormen lidwoorden geen aparte lexicale categorie. De functie van het bepaalde lidwoord wordt verricht door affixen: bok-en, "het boek". In Fins-Oegrische talen wordt de betekenis van determinatoren soms uitgedrukt door middel van aparte naamvallen. 